# جان-كارلوس غارسيا
جان-كارلوس غارسيا (بالإنجليزية: Jean-Carlos Garcia)‏ هو مصمم رقص ولاعب كرة قدم بريطاني في مركز الدفاع، ولد في 5 يوليو 1985 في جبل طارق في المملكة المتحدة. شارك مع منتخب جبل طارق لكرة القدم. أما مع النوادي، فقد لعب مع نادي لينكولن ريد إيمبس.

## وصلات خارجية
- جان-كارلوس غارسيا على موقع الاتحاد الأوربي (الإنجليزية)
- جان-كارلوس غارسيا على موقع قاعدة بيانات كرة القدم.إي يو (الإنجليزية)
- جان-كارلوس غارسيا على موقع ناشيونال فوتبول تيمز (الإنجليزية)